# Имена московских улиц
Имена московских улиц — справочное издание, содержащее 5776 статей о топонимах Москвы: названиях современных улиц, а также районов, станций метро и железнодорожных станций, мостов. Включены также статьи о гидронимах и холмах.
В книге отсутствуют (за незначительным исключением) словарные статьи для старых названий улиц (в том числе исчезнувших). Данные о населённых пунктах, находившихся на территории Москвы, находятся в статьях о современных объектах (районах или улицах).
Названия всех объектов расположены в алфавитном порядке. Особенностью издания является смешанный порядок именования статей: для большинства статей используется естественный порядок именования (Малый Кисловский переулок; Маршала Василевского, улица), при этом для номерных наименований сохранён обратный порядок (Тверская-Ямская 1-я улица).
Книги издания 2000-х годов критикуются за непоследовательный подход к материалу, многочисленные ошибки и посредственную работу редакторского коллектива в плане качества отобранного материала и проверки его достоверности.

## История
Работа над составлением книги началась в 1968 году. При подготовке первого издания 1972 года в авторский коллектив входили: С. В. Евгенов, Ю. К. Ефремов, В. Н. Крылов, А. М. Пегов, В. Е. Полетаев, Л. Я. Талалай, Л. А. Ястржембский, а также участвовали Н. П. Журина и М. Г. Патушинская.
Издания советских лет
- Имена московских улиц / Под ред. А. М. Пегова. — (1-е изд.). — М.: Московский рабочий, 1972. — ч/б схем. план., 368 с. — 50 000 экз.
- Имена московских улиц / Под ред. А. М. Пегова. — 2-е изд., перераб. и доп. — М.: Московский рабочий, 1975. — 24 л. вкл., цветн. схем. план., 536 с. — 75 000 экз.
- Имена московских улиц / Под ред. А. М. Пегова. — 3-е изд., перераб. и доп. — М.: Московский рабочий, 1979. — 568 с. — 40 000 экз.
- Имена московских улиц / Под ред. А. М. Пегова. — 4-е изд., перераб. и доп. — М.: Московский рабочий, 1985. — 464 с. — 39 000 экз.
- Имена московских улиц: Путеводитель / Под ред. Г. К. Ефремова. — 5-е изд., перераб. и доп. — Московский рабочий, 1988. — 480 с. — 75 000 экз.

Издания 2000-х годов
Издания выпускались другим авторским коллективом: Р. А. Агеева, Ю. Н. Александров, Г. П. Бондарук, Е. М. Поспелов, Т. Соколова, А. Шилов.
- Улицы Москвы. Старые и новые названия: Топонимический словарь-справочник / Р. А. Агеева и др. — М.: Наука, техника, образование, 2003. — 336 с. — 5000 экз. — ISBN 5-9900013-1-2.
- Имена московских улиц. Топонимический словарь / Р. А. Агеева и др. — М.: ОГИ, 2007. — 608 с. — ISBN 5-94282-432-0.